# Striscia (arma)
La striscia, chiamata anche stocco o spada da lato a striscia, è un tipo di spada con lama a doppio taglio sottile e appuntita che era popolare nell'Europa occidentale, sia per uso civile (duello e autodifesa) sia come arma da guerra, per tutto il XVI secolo e XVII secolo. È un'evoluzione della spada da lato italiana del XVI secolo ed è conosciuta come rapier in inglese, espada ropera in spagnolo e rapière in francese.

## Caratteristiche
La striscia è una spada a lama lunga caratterizzata da un'elsa assai complessa costruita per proteggere la mano che la impugna. Sebbene la lama possa essere sufficientemente larga per tagliare (in modo molto minore delle spade medioevali), la striscia rimane un'arma da punta. La lama, solitamente a doppia affilatura, può essere affilata per tutta la lunghezza, oppure solo dal centro alla punta. Lunga circa 1,20 metri per circa 1 kg di peso, appare più lunga e sottile della spada da lato dei secoli passati ma più pesante dello spadino, un'arma più leggera che entrerà in uso nel XVIII secolo.

## Scuole
Negli ultimi anni è stato fatto un lavoro di recupero della scherma storica, soprattutto quello della scuola italiana. Nel 1995 è stata fondata la Federazione Italiana Scherma Antica e Storica e nel 2001 l'Accademia Romana d'Armi, associata alla Federazione Italiana Scherma. Entrambe studiano varie armi e le corrispondenti tecniche schermistiche sviluppatesi dal XII fino al XIX secolo. In particolare la striscia è l'arma di eccellenza della scuola italiana, utilizzata da sola o in coppia con una daga o un brocchiere (vedi anche manosinistra).